# Pseudagrion igniceps
Pseudagrion igniceps là một loài chuồn chuồn kim trong họ Coenagrionidae.
Loài này được xếp vào sách Đỏ của IUCN năm 2008.
Pseudagrion igniceps được miêu tả khoa học năm 1953 bởi Fraser.